# Habban
Habban è una città dello Yemen, un tempo capitale del sultanato Wahidi di Haban, oggi distretto del Governatorato di Shabwah.
Nel 2003 il distretto aveva 29.846 abitanti.